# 원량초등학교 양유분교
원량초등학교 양유분교는 대한민국 경상남도 통영시 욕지면 서산리 117에 있었던 공립 초등학교이다.

## 연혁
- 1958년 4월 1일 원량국민학교 양유분교 설립인가
- 1962년 2월 20일 양유국민학교 승격 인가
- 1988년 3월 1일 원량국민학교 양유분교장
- 1996년 3월 1일 원량초등학교 양유분교장
- 1998년 9월 1일 원량초등학교로 통폐합